# Distrito de Chaviña
El Distrito de Chaviña es uno de los veintiún distritos que conforman la Provincia de Lucanas, ubicada en el Departamento de Ayacucho, (Perú).

## Historia
El distrito fue creado por Ley Regional N° 478 del 22 de agosto de 1921, en el gobierno del presidente Augusto B. Leguía. Su capital es el centro poblado de Chaviña.

## Geografía
Chaviña tiene una altitud aproximadamente de 3210 m s. n. m.

## Autoridades

### Municipales
- 2019 - 2022[3]
  - Alcalde: Víctor Hugo Lucana Meza, de Alianza para el Progreso.
  - Regidores:

  1. Soledad Salomé Medina Cruces (Alianza para el Progreso)
  2. Nataly Rosario Medina Álvaro (Alianza para el Progreso)
  3. Ronal Migdo Flores Coronado (Alianza para el Progreso)
  4. Agapito Huamaní Rivas (Alianza para el Progreso)
  5. Nexar Geldres Flores (Qatun Tarpuy)

Alcaldes anteriores
- 2015-2018: Juan Dimas Morón López